# Маріо Медіна
Маріо Медіна (ісп. Mario Medina, нар. 2 вересня 1952) — мексиканський футболіст, що грав на позиції півзахисника, насамперед за клуб «Толука», а також за національну збірну Мексики.

## Клубна кар'єра
У дорослому футболі дебютував 1972 року виступами за команду «Толука», в якій провів дев'ять сезонів. У сезоні 1974/75 допоміг команді здобути титул чемпіона Мексики.
На початку 1980-х провів по сезону за «Крус Асуль» та «Монтеррей», після чого 1983 року завершив ігрову кар'єру.

## Виступи за збірну
1975 року дебютував в офіційних матчах у складі національної збірної Мексики.
Був у заявці збірної на чемпіонат світу 1978 в Аргентині, де мексиканці не подолали груповий етап, програвши в усіх трьох іграх, а сам Медіна на полі жодного разу не з'являвся.
Загалом протягом кар'єри у національній команді, яка тривала шість років, провів у її формі 14 матчів, забивши 2 голи.

## Титули і досягнення
- Чемпіон Мексики (1):

«Толука»: 1974/75